# Hueso epipúbico

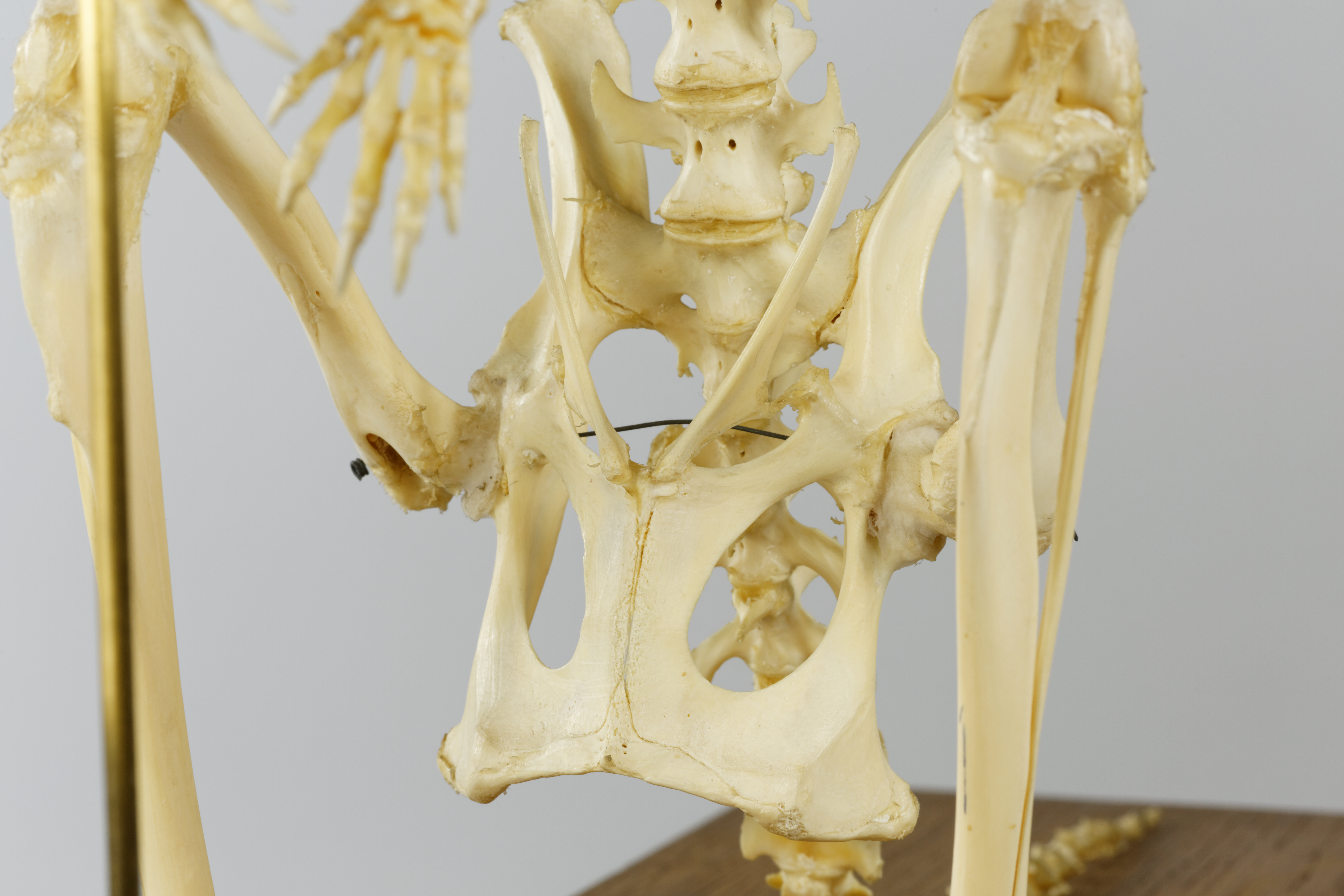
Huesos epipúbicos de un ualabí de cuello rojo.

Los huesos epipúbicos son un par de huesos que se proyectan anteriormente a partir de la pelvis en mamíferos vivientes de los grupos marsupiales y monotremas, así como en mamíferos fósiles como los multituberculados, e incluso euterios basales (los euterios modernos carecen de ellos). Se registran por primera vez en cinodontes no-mamíferos tales como los tritilodóntidos, lo cual sugiere que son una sinapomorfía que reúne a estos últimos con los Mammaliformes.
Fueron descriptos por primera vez en 1698, pero hasta la fecha, su función o funciones aún no han sido elucidadas. Con frecuencia se los denomina "huesos marsupiales" porque se creía que sostenían la bolsa materna o marsupio en los marsupiales modernos.

## Función
Se ha sugerido que los huesos epipúbicos son parte de una unión cinética que se extiende desde el fémur de un lado hasta las costillas del lado opuesto. Esta unión está formada por una serie de músculos: cada hueso epipúbico está conectado al fémur mediante el músculo pectíneo, y a las costillas y vértebras por los m. piramidal, recto abdominal y oblicuos interno y externo. Según esta hipótesis, los huesos epipúbicos actúan como palancas que dan rigidez al tronco durante la locomoción, y colaboran con la respiración. Otras hipótesis han sugerido que los huesos epipúbicos podrían restringir la marcha de tipo asimétrico, aunque esto no parece ser cierto.

## Distribución en los mamíferos y clados afines
Sólo los mamíferos placentarios, y posiblemente los mammaliformes tempranos Megazostrodon y Erythrotherium, carecen de estos huesos. En los tilacinos y esparasodontes, parecen haberse vuelto primariamente cartilaginosos, mientras que el elemento óseo se ha reducido fuertemente o incluso está ausente. Esta pérdida de huesos epipúbicos se ha considerado como correlacionada con el desarrollo de la placenta; los huesos epipúbicos hacen más rígido al tronco dificultando la expansión del mismo requerida para una preñez prolongada. Sin embargo, esto no evita la existencia de camadas numerosas en muchos marsupiales.
Los huesos epipúbicos presentan dimorfismo sexual.
Los marsupiales Trichosurus (pósum de cola de cepillo) se asemejan a los placentarios en el desplazamiento de la unión de los músculos hipoaxiales desde los huesos epipúbicos hacia la pelvis, perdiendo los beneficios respiratorios de dicha condición; sin embargo, conserva huesos epipúbicos grandes. 
Vestigios de los huesos epipúbicos podrían persistir en los mamíferos placentarios como parte del baculum  o hueso peneano.